# Христос із хрестом (перший)
«Христос із хрестом» (перший) (італ. Primo Cristo della Minerva; також «Христос Джустініані», «Христос Бассано») — мармурова статуя італійського скульптора і художника Мікеланджело Буонарроті, створення якої датується приблизно 1514—1516 роками. Перша версія статуї «Христос із хрестом». Зберігається у  монастирі Сан-Вінченцо, Бассано-Романо, Італія.

## Історія

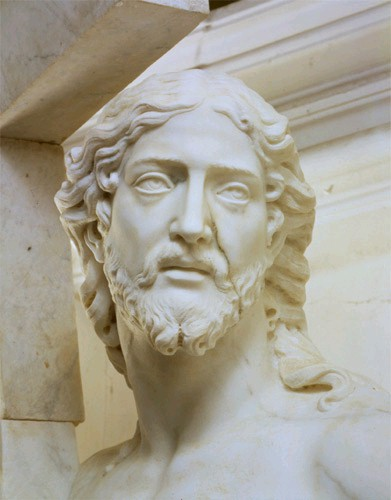
Чорна прожилка («вена»)

14 червні 1514 року Мікеланджело підписав контракт із каноніком собору Святого Петра Бернардо Ченчо (італ. Bernardo Cencio), месерами Маріа Скапуккі (італ. Maria Scapucci) та Метелло Варі (італ. Metello Vari), племінником Марти Поркарі (італ. Marta Porcari), на вирізьблення статуї «Христос із хрестом» (італ. Cristo risorto) для базиліки Санта-Марія-сопра-Мінерва. Це мала бути «мармурова фігура Христа людського зросту, огололена, стояча, з хрестом, у позі, яку згаданий Мікель Анджело вважає за потрібну». За контрактом скульптура мала бути готова за 4 роки, а Мікеланджело мав отримати за неї 200 золотих дукатів, з них 150 ще до завершення, а ще 50 — по завершенні роботи мав оплатити Метелло Варі дей Поркарі, який і був справжнім замовником роботи[а]. У вересні 1517 року Варі нагадував Мікеланджело про статую, а 17 грудня 1517 року скульптор отримав обіцяні 150 золотих дукатів.
Через з чорну прожилку («вену») у мармурі, Мікеланджело мусив зупинити роботу над першою версією, про що він із жалем написав банкіру Леонардо Селлайо (італ. Leonardo Sellaio) «я вмираю від туги» у грудні 1518 року, і почав працювати над новою, мармур для якої добув у 1518—1519 роках. Другу версію Мікеланджело завершив 1520 року, а вже 1521 року відправив до Риму зі своїм помічником П'єтро Урбано (італ. Pietro Urbano), який, однак, зіпсував її, і Мікеланджело запропонував Варі зробити нову, третю, версію. Варі на це не погодився, але попросив першу версію як компенсацію.
Статую помістили у саду Варі, де Уліссе Альдрованді побачив її у 1556 році. 1607 року статую продали на антикварному ринку, де її купив маркіз Вінченцо Джустініані для своєї колекції, скоріш всього не знаючи про автора. Маркіз застрахував її на скромну суму у 300 скуді, що тоді становило трохи більше вартості самого мармуру. Це були часи Контрреформації, і оголений Христос не вважався пристойним. Маркіз замовив набедренник, а також захотів внести зміни до фронтальної частини статуї та привідкрити губи, які Мікеланджело вирізьбив стиснутими.
1644 року, після завершення робіт, Андреа Джустініані (італ. Andrea Giustiniani), спадкоємець маркіза Вінченцо, перемістив статую до сімейної церкви у Бассано-Романо. Вона була так суттєво перероблена, що її вважали роботою XVII століття, невдалою імітацією Мікеланджело. Бассано-Романо постраждало від нападів військ Наполеона, а протягом Другої світової війни там був командний пункт німецьких військ, а в 1941 році сім’я Одескалькі (італ. Odescalchi) вивезла з напівзруйнованого монастиря різні артефакти, проте статую не забрали, бо ніхто на той час уже не знав, що це могла бути робота Мікеланджело. Скульптура була розміщена на основному вівтарі до 1979 року, коли тодішній пріор, Ільдебрандо Ґреґорі (італ. Ildebrando Gregori), перемістив її до ризниці.
Оскільки цю першу версію вважали втраченою, дослідники намагалися її знайти. Парронкі (італ. Parronchi; 1973) вважав, що це могла бути скульптура святого Севастіана, перероблена Ніколасом Кордієром (італ. Nicholas Cordier) у капелі Альдобрандіні у Санта-Марія-сопра-Мінерва. 1997 року докторка Ірене Балдріґа (італ. Irene Baldriga) та професорка Сільвія Данесі Скуарціна (італ. Silvia Danesi Squarzina) з Римського університету ла Сап'єнца прослідкували статую за описом та документами архівів Джустініані до Бассано-Романо. Припущення підтвердилося після чищення статуї, під час якого знову виявили знамениту чорну «вену» на обличчі, тож дійшли висновку, що це все ж втрачена скульптура Мікеланджело. Німецький дослідник, професор Фроммель, припустив, що маркіз міг доручити переробку Лоренцо Берніні, тож Мікеланджело та Берніні могли б бути співавторами. Фроммель зазначив, що відсутні документи, які б підтверджували його здогад, але є стилістична схожість: поверхня статуї точно оброблена не Мікеланджело, і є багато подібного на ранні роботи Берніні.
Дослідники та монастир дійшли згоди усунути набедреник, доданий у XVII столітті, і розмістити статую у бічній капелі, під захистом.
Монастир дозволяє вивозити статую на різні виставки, зокрема, у Римі, Берліні, Мехіко, Лондоні (15 березня—25 червня 2017), Японії тощо. Це не вважається безпечно для скульптури, але допомагає фінансово монастиреві.

## Опис
Статуя зображує оголеного Христа у людський зріст. Христос стоїть, повернувши голову дещо наліво. Ліва рука опущена вздовж тіла. Права рука тримає хрест. Ліва нога — опорна, права зігнута у коліні. Чорна прожилка у мармурі проходить лівою щокою Христа.
Христос зображений із хрестом, мотузкою, саваном та губкою.
Статуя важить близько тони.

## Виноски
1. ↑  Discovering a Masterpiece of Michelangelo (англ.) . 05.06.2014.
2. 1 2 3 4 5 6 7 8 9 10 11 12  Elisabetta Povoledo (21.02.2017). Nude Christ by Michelangelo, Long Forgotten, Will Be Shown in London (англ.) . Процитовано 16.08.2022.
3. 1 2 3  Holroyd, 1903, с. 180.
4. 1 2  Hartt, 1969, с. 303.
5. ↑  Holroyd, 1903, с. 181.
6. ↑  Symonds, vol.1, 1925, с. 306.
7. ↑  Hartt, 1969, с. 304.
8. ↑  Irene Baldriga. Michelangelo ritrovato: la prima versione del Cristo di Michelangelo per S. Maria sopra Minerva, Ars, 12 (36), dicembre 2000, pp. 124 —130 (італ.)
9. ↑  Silvia Danesi Squarzina (2000). The Bassano `Christ the Redeemer' in the Giustiniani collection (англ.) .
10. ↑  Вазарі, 1970, с. 344.